# Yamandú Orsi
Yamandú Ramón Antonio Orsi Martínez (Santa Rosa, Canelones, 13 de junio de 1967) es un profesor y político uruguayo, miembro del Frente Amplio. Es el presidente de la República Oriental del Uruguay desde el 1 de marzo de 2025. 
Comenzó a militar dentro del Frente Amplio en su juventud, afiliándose en 1990 al Movimiento de Participación Popular. En 2004 integró una lista a la diputación del MPP en las elecciones de ese año. En 2005 fue nombrado primer suplente de Marcos Carámbula, candidato frenteamplista a la intendencia de Canelones en las elecciones departamentales de mayo de ese año. Carámbula fue electo como el primer intendente frenteamplista de Canelones, y Orsi fue nombrado como Secretario General de la Intendencia. En 2010, con la reelección de Carámbula, Orsi fue ratificado en el cargo para el siguiente período. 
En 2015, ante la imposibilidad constitucional de Carámbula para ser reelecto nuevamente, Orsi renunció a su cargo para ser candidato a intendente de Canelones. En las elecciones departamentales y municipales de 2015, Orsi resultó electo como intendente de Canelones por el período 2015-2020. Durante la campaña del balotaje de las elecciones generales de 2019, fue nombrado como jefe de campaña del candidato frenteamplista Daniel Martínez, quien fue derrotado por Luis Lacalle Pou, candidato del Partido Nacional. En enero de 2020, Orsi fue anunciado como candidato único a la Intendencia de Canelones por el Frente Amplio, de cara a la elecciones departamentales y municipales de ese año, resultando reelecto para el período 2020-2025.
Tras la derrota del Frente Amplio en las elecciones de 2019, Orsi comenzó a ser vislumbrado por analistas políticos, consultores de opinión pública y dirigentes políticos como un candidato para los comicios de 2024. En 2023 distintos sectores del Frente Amplio anunciaron oficialmente su apoyo a una precandidatura presidencial de Yamandú Orsi. El 10 de diciembre de ese año fue proclamado oficialmente como precandidato por el Frente Amplio. El 20 de febrero de 2024 presentó su renuncia a la intendencia de Canelones, que fue programada para el 1 de marzo. 
En las elecciones internas de junio de 2024, Orsi se impuso con la mayoría absoluta de votos como candidato del FA, y anunció a Carolina Cosse, intendenta de Montevideo y su rival en la interna, como su compañera de fórmula. Se posicionó en contra de los dos plebiscitos de la elección: el de habilitamiento a los allanamienos nocturnos y el de reforma al sistema de seguridad social, a pesar de que algunos sectores del FA impulsaron este último. En la primera vuelta celebrada en octubre, el FA se posicionó nuevamente en primer lugar, sin alcanzar la mayoría absoluta. En la segunda vuelta realizada el 24 de noviembre, la fórmula frenteamplista Orsi - Cosse triunfó sobre la fórmula oficialista Delgado - Ripoll.

## Biografía

### Primeros años y formación
Yamandú Orsi nació el 13 de junio de 1967 en el área rural del Departamento de Canelones, entre las localidades de Santa Rosa y San Antonio. Es el segundo hijo del matrimonio entre Pablo «Bebe» Orsi (1933-2018), trabajador rural y Carmen «Beba» Martínez (fallecida en 2023), de profesión costurera.
Orsi es de ascendencia italiana paterna, rastreando su herencia hasta Osiglia, un municipio situado en la provincia de Savona, Liguria. Orsi afirmó que el primero de sus antepasados paternos inmigró a Uruguay a principios del siglo XIX. Tras su victoria en las elecciones presidenciales, Paola Scarzella, la alcaldesa de Osiglia, felicitó a Orsi y expresó su entusiasmo al conocer su conexión ancestral: «Es un gran honor que alguien con raíces en nuestra comunidad haya alcanzado una posición tan prominente». Además, según varios fuentes de noticias italianas, se reveló que Orsi es bisnieto de Giovanni Orsi, un nativo de Osiglia que emigró a Uruguay en busca de oportunidades. Por parte materna, es de ascendencia española, cuyos antepasados fueron uno de los primeros colonos en Montevideo provenientes de las Canarias. Tiene una hermana mayor, María del Luján.
En 1972, se estableció con su familia en la ciudad de Canelones, debido a la enfermedad de columna que padecía su padre, la cual le impedía realizar tareas en el campo. En la capital departamental, el matrimonio montó un comercio, y Orsi asistió a la Escuela n.º 110 «Tres Esquinas» y al Liceo Tomás Berreta.
En 1986 se matriculó en la Facultad de Derecho de la Universidad de la República para estudiar relaciones internacionales, sin embargo, abandonó al cabo de un mes. Finalmente, se inscribió en el Instituto de Profesores Artigas (IPA), donde obtuvo el título de docente de Historia en 1991. Durante la década de 1990 y hasta inicios de los 2000, ejerció la docencia en centros de educación secundaria de los departamentos de Canelones, Florida y Maldonado.

### Vida personal
Orsi fue criado en una familia católica, y durante su adolescencia fue monaguillo en una capilla de su ciudad natal. Sin embargo, en su adultez se ha definido como agnóstico. Desde los quince años de edad y hasta los veintiséis, fue bailarín de folclore.
Está casado con Laura Alonsopérez, a quien conoció mientras dictaba clases en Maldonado; juntos tienen dos hijos, Lucía y Victorio. La familia reside en la localidad de Salinas. Es aficionado al Club Atlético Peñarol.

## Trayectoria política

### Inicios

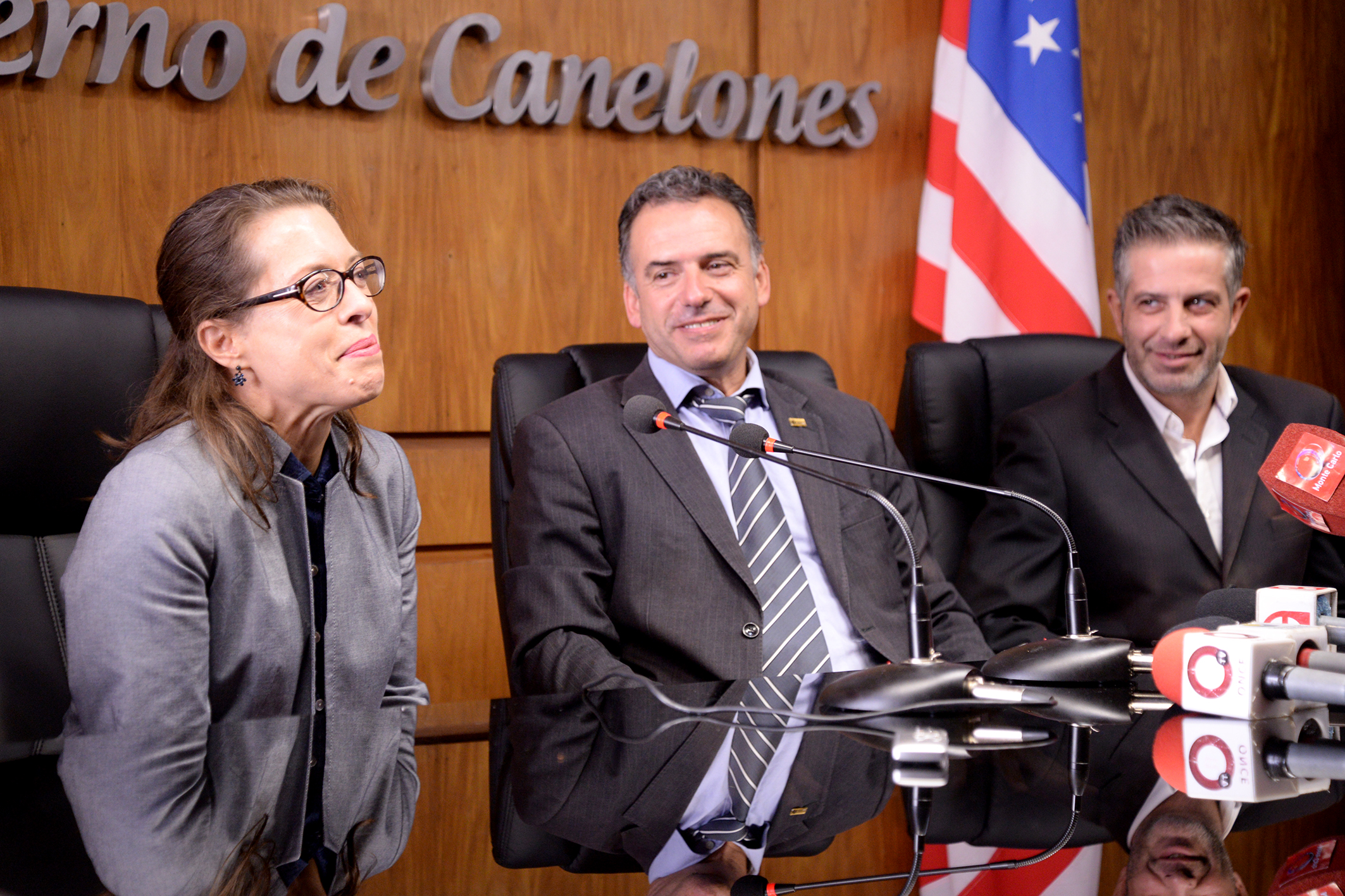
Visita de la embajadora de los Estados Unidos en Uruguay, Kelly Keiderling, al departamento de Canelones, donde fue recibida por el Intendente Orsi.

A pesar de provenir de una familia políticamente conservadora, comenzó a militar en grupos de izquierda en su adolescencia, junto a compañeros de clase de la secundaria. En un primer momento, militó en filas de la centroizquierdista Vertiente Artiguista, participando de la recolección de firmas para la convocación a una consulta de referéndum sobre la Ley de Caducidad de la Pretensión Punitiva del Estado. En 1990 se afilió al recién creado Movimiento de Participación Popular (MPP), una agrupación fundada por ex dirigentes del Movimiento de Liberación Nacional-Tupamaros, y posicionada más a la izquierda.
En 2004, mientras todavía ejercía la docencia, fue el cuarto candidato a la Cámara de Representantes en la lista electoral del MPP para las elecciones generales de ese año, sin resultar electo. A inicios de 2005 fue nombrado primer suplente de Marcos Carámbula en su candidatura a Intendente de Canelones; tras su victoria en las elecciones municipales de mayo, asumió el cargo de Secretario General de la Intendencia Departamental de Canelones. En 2010, tras la reelección de Carámbula, Orsi fue ratificado en el cargo para el período 2010-2015.

### Intendente de Canelones

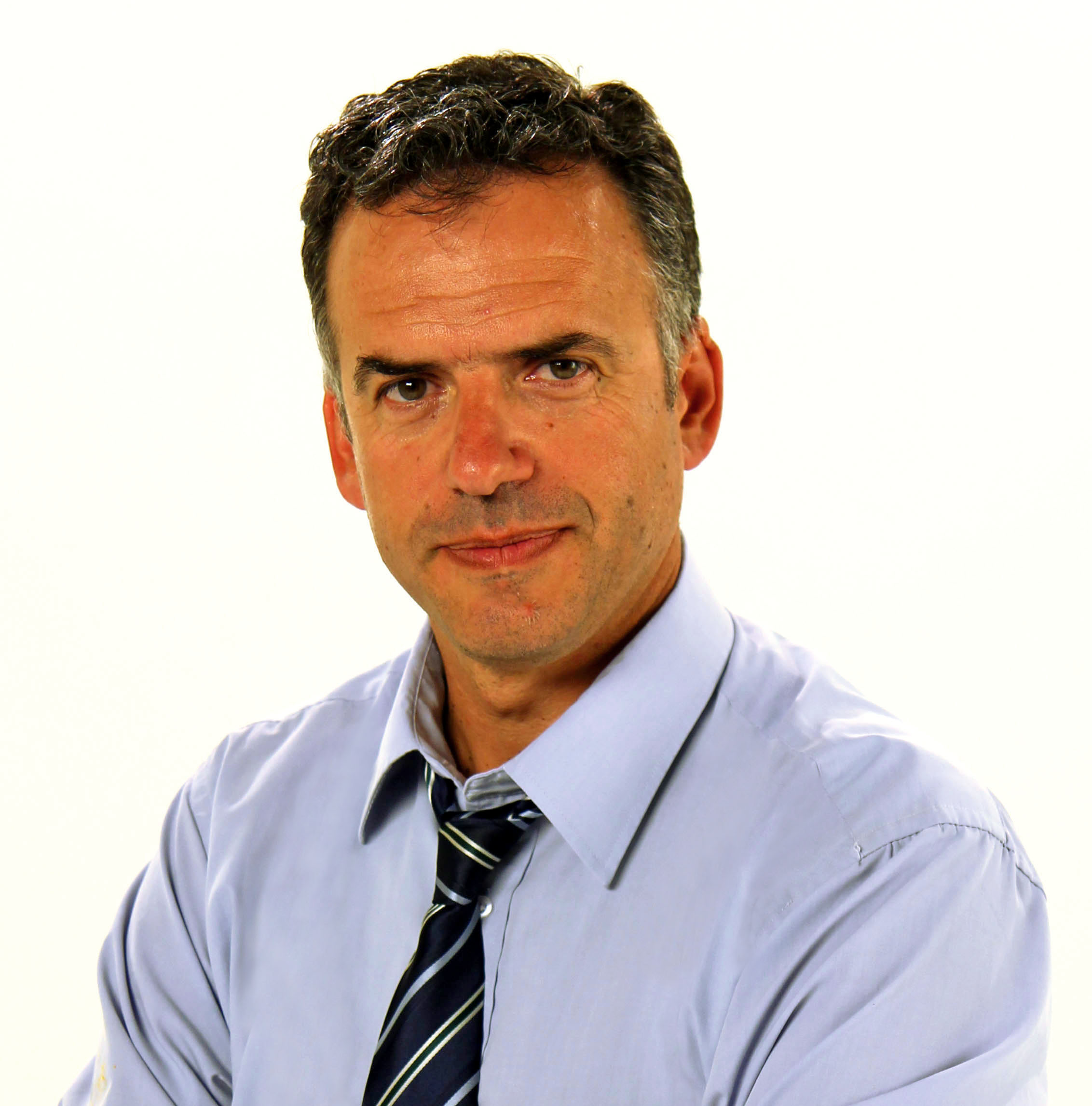
Yamandú Orsi en 2014.

En los primeros días de marzo de 2015, ante la imposibilidad constitucional de Carámbula para ser reelecto para un tercer período, Orsi renunció a su cargo para dedicarse a la campaña electoral departamental. Su candidatura a intendente recibió el apoyo del MPP y la Vertiente Artiguista, así como de otros sectores del ala más izquierdista del Frente Amplio, como el Partido Comunista (PCU), Casa Grande, la Corriente de Acción y Pensamiento-Libertad, el M764 Frente en Movimiento, el Frente Izquierda de Liberación, Partido por la Victoria del Pueblo, el Partido Obrero Revolucionario y el Movimiento Alternativa Socialista.
En las elecciones departamentales y municipales de 2015, el Frente Amplio obtuvo en Canelones el 58,8% de los votos válidos con relación a los otros partidos. Orsi –que obtuvo el 37% de los votos, superando a José Carlos Mahía, de Asamblea Uruguay–, resultó electo Intendente de Canelones por el período 2015-2020, debido al sistema del doble voto simultáneo. El traspado de mando tuvo lugar el 9 de julio en el Teatro Politeama.

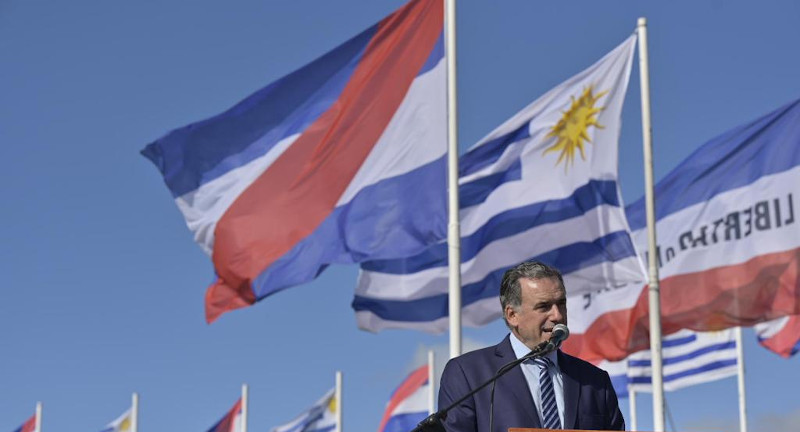
Yamandú Orsi dando un discurso en el acto conmemorativo de la Batalla de las Piedras.

De cara a la segunda vuelta de las elecciones generales de 2019, fue nombrado jefe de campaña del candidato del Frente Amplio, Daniel Martínez Villamil. Finalmente, Martínez fue derrotado por Luis Lacalle Pou, candidato del Partido Nacional. En enero de 2020, Orsi fue anunciado como candidato único a la Intendencia de Canelones por el Frente Amplio, de cara a la elecciones departamentales y municipales de ese año. En los comicios resultó reelecto en el cargo con el 51,5% de los votos. Su toma de posesión contó con la presencia del presidente Luis Lacalle Pou.

### Candidatura presidencial
Tras la derrota del Frente Amplio en las elecciones de 2019, Orsi se mostró crítico de la segunda administración de su correligionario Tabaré Vázquez, y comenzó a ser vislumbrado como una posible figura de reemplazo del partido para los comicios de 2024, por analistas políticos, consultores de opinión pública y dirigentes políticos.
El 19 de marzo de 2023, el Movimiento de Participación Popular anunció oficialmente su apoyo a Orsi como precandidato del Frente Amplio para las elecciones internas de 2024 en un mitin realizado en la sede del Club Cordón. El sector Vertiente Artiguista había sido el primer sector en confirmar su apoyo. El 10 de diciembre de ese año fue proclamado oficialmente precandidato por el Congreso del Frente Amplio, junto a Mario Bergara, Carolina Cosse y Andrés Lima. Sin embargo, Bergara bajó su precandidatura en abril de 2024, para sumarse a la de Orsi.

El 20 de febrero de 2024, presentó formalmente su renuncia ante la Junta Departamental de Canelones dedicarse a la campaña presidencial; la que fue programada para el 1.º de marzo. En su lugar asumió el entonces prosecretario de la comuna canaria y primer suplente, Marcelo Metediera. Días más tarde, fue denunciado penalmente por una trabajadora sexual transgénero llamada Paula Díaz, lo cual desencadenó una causa judicial acompañada por una gran controversia pública. La misma culminó en mayo, cuando la denunciante reconoció la falsedad de la denuncia, y Orsi inició un proceso judicial por injuria y difamación.

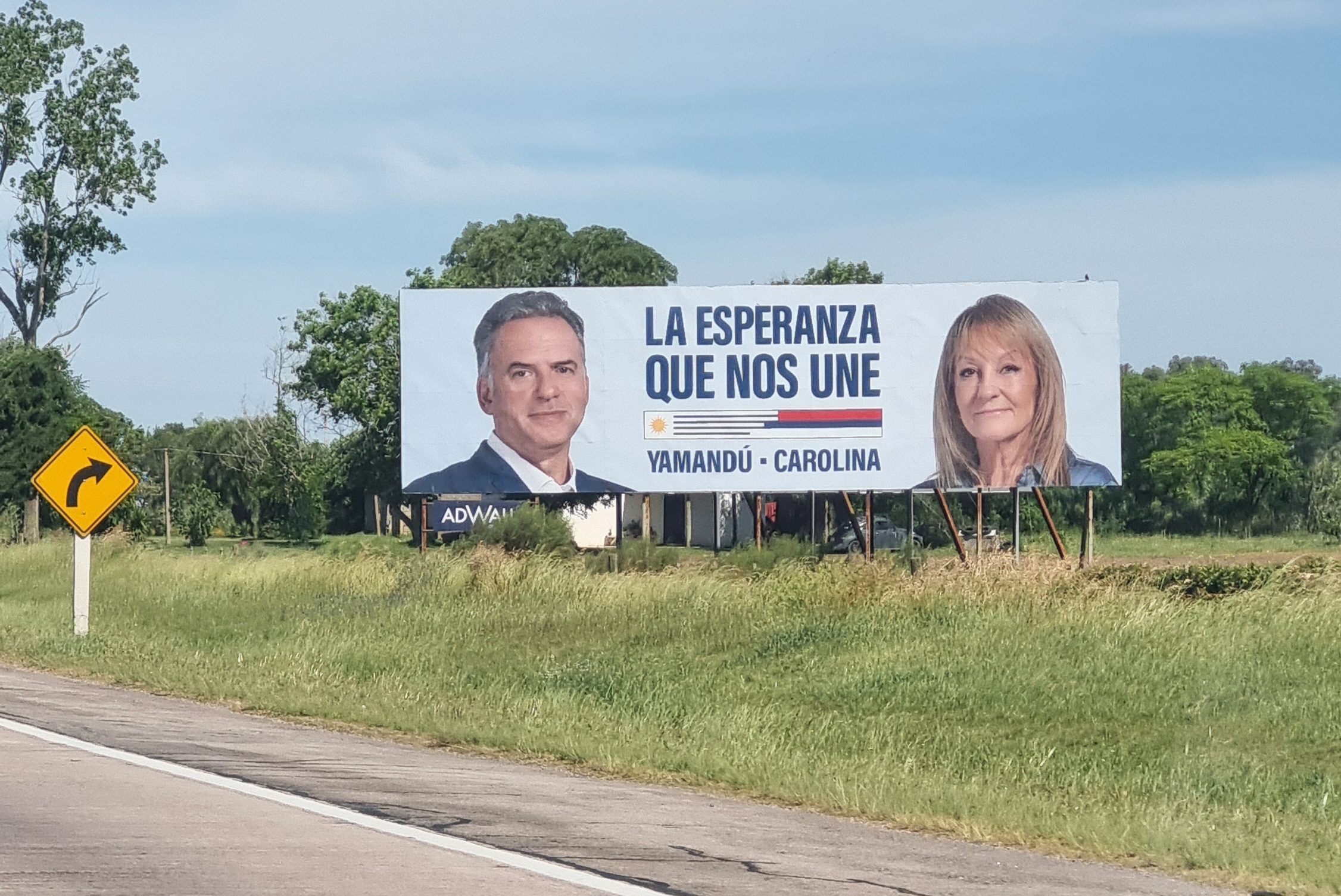
Propaganda política de la fórmula Orsi-Cosse en la Ruta 1 para la primera vuelta electoral.

En las elecciones internas del 30 de junio, Orsi se impuso con el 59,1%, siendo proclamado como candidato del partido para las elecciones generales de octubre. Tras los comicios, anunció a Carolina Cosse, quien fuera intendenta de Montevideo y su rival en la interna, como su compañera de fórmula y candidata a la vicepresidencia. Respecto de los dos plebiscitos que serían sometidos a consulta popular, se posicionó en contra tanto del referido a habilitar los allanamienos nocturnos, como del de modificación al sistema de seguridad social, a pesar de que sectores del Frente Amplio impulsaban este último, y no firmó un documento interpartidario que manifestaba desacuerdo con la eventual reforma constitucional.
El 16 de septiembre, encabezó un mitin del Frente Amplio en la Plaza de toros Real de San Carlos de Colonia del Sacramento, donde presentó los principales lineamientos de su programa de gobierno, con foco en ejes económico, social y seguridad, y con 48 puntos enmarcados. El 23 de septiembre anunció al economista Gabriel Oddone como ministro de Economía y Finanzas de su eventual administración. Días más tarde, en el marco de una investigación penal, el senador frenteamplista y tercer candidato a la Cámara de Senadores en la lista electoral del MPP –partido político de Orsi–, Charles Carrera renunció a su escaño tras el pedido de desafuero de la Fiscalía.

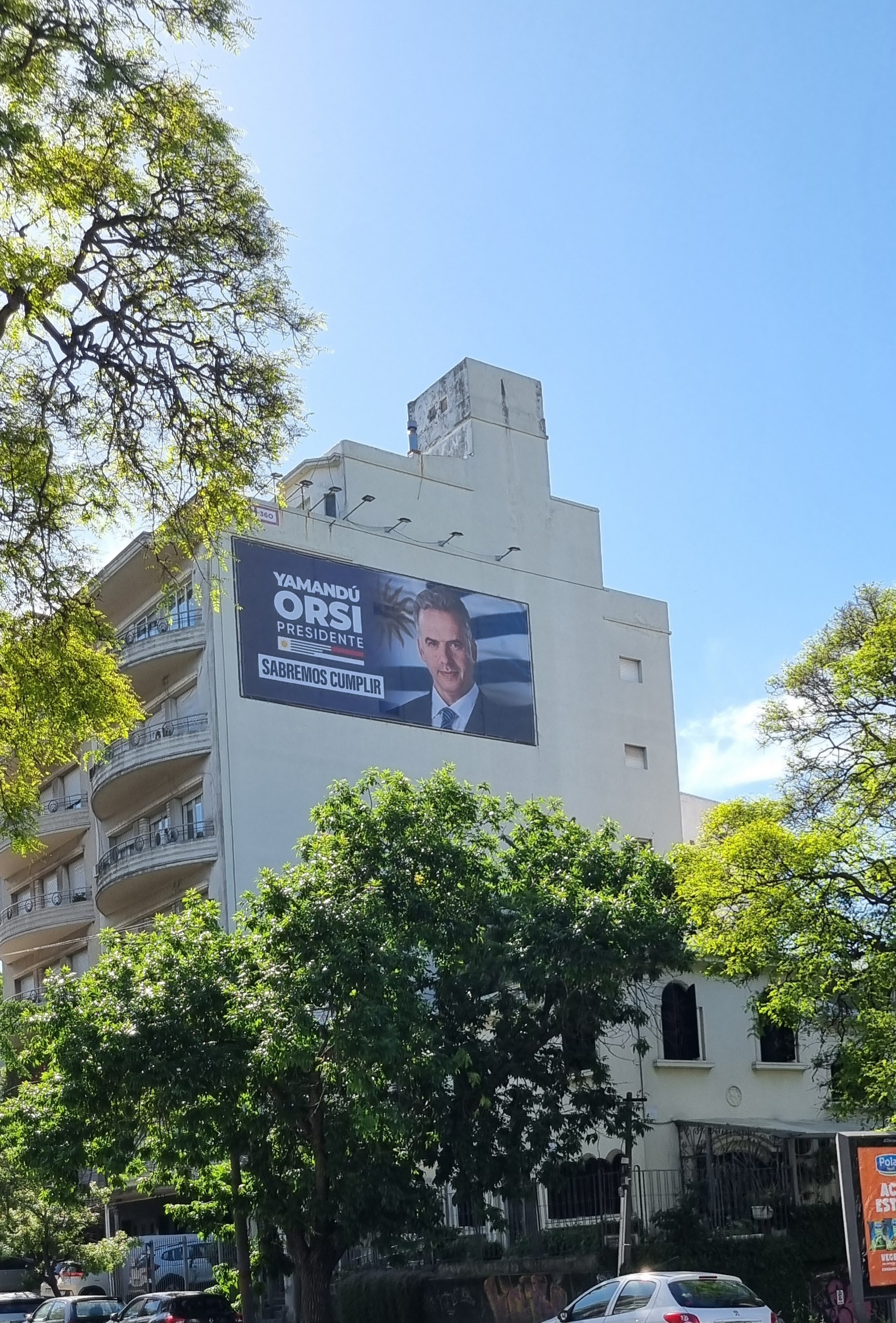
Cartelería política de Yamandú Orsi durante el balotaje.

El 15 de octubre, el candidato presidencial del Partido Colorado, Andrés Ojeda denunció ante los medios de comunicación que desde la candidatura de Orsi se estaba realizando «una campaña sucia y de fake news» en su contra, tras la aparición de un spot publicitario en el que se presenta a una mujer que estaba cazando animales como su pareja sentimental, y que ponía en duda sus propuestas en materia de bienestar animal. Ojeda apuntó contra el politólogo y catedrático argentino Mario Riorda ―asesor del comando de Orsi―, tras la vinculación de este con Quarq SAS, empresa que había financiado la pauta publicitaria. Días más tarde se generó una polémica tras dichos del senador y jefe de campaña de Orsi, Alejandro Sánchez, quien se refirió a una posible nacionalización de las administradoras de Fondos de Ahorro Previsional (AFAP).
El Frente Amplio realizó el mitin de cierre de campaña el 22 de octubre en el Velódromo Municipal de Montevideo. En la primera vuelta de las elecciones generales, la fórmula Orsi-Cosse fue la más votada, al obtener el 43.86% de los votos. El Frente Amplio consiguió la mayoría en la Cámara de Senadores, y una minoría mayoritaria en la Cámara de Representantes, y se aseguró un lugar en la segunda vuelta de balotaje, que fue convocada debido a que ninguna de las fórmulas obtuvo la mayoría absoluta. El 17 de noviembre, a una semana de la elección, Orsi y Delgado realizaron un debate en cadena nacional.
El miércoles de 20 de noviembre, Orsi y Cosse cerraron su campaña rumbo al balotaje en un acto en Las Piedras, Departamento de Canelones. El 24 de noviembre, en la segunda vuelta, Orsi se impuso con un 52.08% sobre Álvaro Delgado ―candidato del Partido Nacional y de la Coalición Republicana― que obtuvo el 47.92% del voto.

## Presidencia

### Gabinete
| Gabinete del gobierno de Yamandú Orsi             | Gabinete del gobierno de Yamandú Orsi | Gabinete del gobierno de Yamandú Orsi | Gabinete del gobierno de Yamandú Orsi | Gabinete del gobierno de Yamandú Orsi    |
| Ministerio                                        | Titular                               | Partido                               | Partido                               | Período                                  |
| ------------------------------------------------- | ------------------------------------- | ------------------------------------- | ------------------------------------- | ---------------------------------------- |
| Ministerio de Ambiente                            | Edgardo Ortuño                        |                                       | Frente Amplio (Vertiente Artiguista)  | 1 de marzo de 2025 - A la fecha          |
| Ministerio de Defensa Nacional                    | Sandra Lazo                           |                                       | Frente Amplio (MPP)                   | 1 de marzo de 2025 - A la fecha          |
| Ministerio de Desarrollo Social                   | Gonzalo Civila                        |                                       | Frente Amplio (Partido Socialista)    | 1 de marzo de 2025 - A la fecha          |
| Ministerio de Economía y Finanzas                 | Gabriel Oddone                        |                                       | Frente Amplio (Independiente)         | 1 de marzo de 2025 - A la fecha          |
| Ministerio de Educación y Cultura                 | José Carlos Mahía                     |                                       | Frente Amplio (Seregnistas)           | 1 de marzo de 2025 - A la fecha          |
| Ministerio de Ganadería, Agricultura y Pesca      | Alfredo Fratti                        |                                       | Frente Amplio (MPP)                   | 1 de marzo de 2025 - A la fecha          |
| Ministerio de Industria, Energía y Minería        | Fernanda Cardona                      |                                       | Frente Amplio (MPP)                   | 1 de marzo de 2025 - A la fecha          |
| Ministerio del Interior                           | Carlos Negro                          |                                       | Independiente                         | 1 de marzo de 2025 - A la fecha          |
| Ministerio de Justicia y Derechos Humanos         | Por definir                           |                                       | Por definir                           | Previsto para ser creado.                |
| Ministerio de Relaciones Exteriores               | Mario Lubetkin                        |                                       | Frente Amplio (Seregnistas)           | 1 de marzo de 2025 - A la fecha          |
| Ministerio de Salud Pública                       | Cristina Lustemberg                   |                                       | Frente Amplio (El Abrazo)             | 1 de marzo de 2025 - A la fecha          |
| Ministerio de Trabajo y Seguridad Social          | Juan Castillo                         |                                       | Frente Amplio (Partido Comunista)     | 1 de marzo de 2025 - A la fecha          |
| Ministerio de Transporte y Obras Públicas         | Lucía Etcheverry                      |                                       | Frente Amplio (MPP)                   | 1 de marzo de 2025 - A la fecha          |
| Ministerio de Turismo                             | Pablo Menoni                          |                                       | Frente Amplio (La Amplia)             | 1 de marzo de 2025 - A la fecha          |
| Ministerio de Vivienda y Ordenamiento Territorial | Cecilia Cairo                         |                                       | Frente Amplio (MPP)                   | 1 de marzo de 2025 - 17 de abril de 2025 |
| Ministerio de Vivienda y Ordenamiento Territorial | Tamara Paseyro                        |                                       | Frente Amplio (MPP)                   | 21 de abril de 2025 - A la fecha         |
| Secretaría/Oficina                                | Titular                               | Partido                               | Partido                               | Período                                  |
| Secretaría de Presidencia de la República         | Alejandro Sánchez                     |                                       | Frente Amplio (MPP)                   | 1 de marzo de 2025 - A la fecha          |
| Oficina de Planeamiento y Presupuesto             | Rodrigo Arim                          |                                       | Independiente                         | 1 de marzo de 2025 - A la fecha          |
| Secretaría de Deporte                             | Alejandro Pereda                      |                                       | Independiente                         | 1 de marzo de 2025 - A la fecha          |
| Secretaría de Ciencia, Tecnología e Innovación    | Por definir                           |                                       | Por definir                           | Previsto para ser creado.                |